# Никола Поповић (продуцент)
Никола Поповић (Подгорица, 17. јул 1931 – Париз, 6. март 2003) био је југословенски филмски продуцент. 

## Биографија
По завршетку Правног  факултета радио је као новинар у  Радио Титограду. 1959. године долази на место заменика директора филмског предузећа Ловћен филм у Будви  где остаје до 1961. године када прелази у самосталне филмске раднике.
Током своје каријере постао је један од најбољих и најцењенијих директора филма. Радио је као заменик директора продукције на реализацији једног од најспектакуларнијих и највећих филмских пројеката филм Битка на Неретви.
Почетком 1970-их предузеће Босна филм из Сарајева ангажује га за главног директора продукције филма Сутјеска. Поред тога што је окупио велике југословенске филмске звезде ( Бата Живојиновић, Љубиша Самарџић, Милена Дравић, Борис Дворник, Неда Арнерић) окупио је великане светске глуме попут Ричарда Бартона, Ирене Папас и других.
Потписао је као директор филма продукцију филмова Здравка Велимировића, Мила Ђукановића, Предрага Голубовића, Микија Стаменковића. Радио је као директор филма једне од најгледанијих комедија Слободана Шијана Ко то тамо пева, филмове Живка Николића Бештије и Чудо невиђено, филм Михајла Вукобратовића Није лако са мушкарцима итд.
Поред продукције, бавио се писањем сценарија и режијом. За дугометражни документарни филм Преци и потомци на 37 фестивалу југословенског документарног и краткометражног филма добио је Гран при. За свој рад добио је многе награде и признања као што су: Орден заслуга са сребрним венцом, Орден заслуга за народ, Тринаестојулска награда, Новембарска награда Цетиња итд.
Није успео током живота да испуни жељу да реализује играни филм о краљици Јелени Савојској.
Преминуо је 2003. године у Паризу.

## Продукција  филмова
| Год.     | Назив                                | Улога                                    |
| -------- | ------------------------------------ | ---------------------------------------- |
| 1960.-те |                                      |                                          |
| 1960.    | Kaпо                                 | копродуцент                              |
| 1960.    | Дан четрнаести                       | директор продукције филма                |
| 1963.    | Мушкарци                             | директор продукције филма                |
| 1965.    | Проверено нема мина                  | директор продукције филма                |
| 1967.    | Палма међу палмама                   | директор продукције филма                |
| 1968.    | Лелејска гора                        | директор продукције филма                |
| 1969.    | Битка на Неретви                     | заменик директора продукције филма       |
| 1970.-те |                                      |                                          |
| 1973.    | Сутјеска                             | директор продукције филма                |
| 1974.    | Сељачка буна 1573                    |                                          |
| 1976.    | Врхови Зеленгоре                     | директор продукције филма                |
| 1977.    | Бештије                              | директор продукције филма                |
| 1979.    | Усијање                              | директор продукције филма                |
| 1980.-те |                                      |                                          |
| 1980.    | Снови, живот, смрт Филипа Филиповића | директор продукције филма                |
| 1980.    | Дани од снова                        | директор продукције филма                |
| 1980.    | Ко то тамо пева                      | директор продукције филма                |
| 1981.    | Дувански пут                         | директор серије                          |
| 1981.    | Сезона мира у Паризу                 | директор продукције филма                |
| 1981.    | Пад Италије                          | директор продукције филма                |
| 1982.    | 13. јул                              | директор продукције филма                |
| 1983.    | Хало такси                           | директор продукције филма                |
| 1983.    | Игмански марш                        | директор продукције филма                |
| 1984.    | О покојнику све најлепше             | директор продукције филма                |
| 1984.    | Чудо невиђено                        | директор продукције филма                |
| 1984.    | Опасни траг                          | директор продукције филма                |
| 1985.    | Држање за ваздух                     | директор продукције филма                |
| 1985.    | И то ће проћи                        | директор продукције филма                |
| 1986.    | Бал на води                          | директор продукције филма                |
| 1986.    | Добровољци                           | директор продукције филма                |
| 1986.    | Протестни албум                      | директор продукције филма                |
| 1987.    | Заљубљени                            | директор продукције филма                |
| 1988.    | Il colpo                             | директор продукције филма                |
| 1989.    | Сеобе (филм)                         | директор продукције филма                |
| 1990.-те |                                      |                                          |
| 1990.    | Глуви барут                          | директор продукције филма                |
| 1992.    | Преци и потомци                      | писац, сценариста, продуцент             |
| 1994.    | Пре кише                             | супервизор продукције филма - Македонија |
| 1996.    | Нечиста крв (филм)                   | директор продукције филма                |